# Marie Nordstrom
Pour les articles homonymes, voir Nordström.
Marie Nordstrom (1881/1886 - 1979) est une actrice de théâtre et de cinéma américaine.

## Biographie
Marie Nordstrom naît le 12 avril 1881 ou le 12 avril 1886,, à Fort Apache, dans le territoire de l'Arizona. Elle est la fille du capitaine de cavalerie Charles E. Nordstrom et la sœur aînée de l'actrice, romancière et dramaturge Frances Nordstrom (en). Après la mort de leur père, elles déménagent avec leur mère à Washington. Elle fait ses études au Georgetown Convent, dans le district de Columbia, puis étudie le chant avec Oscar Saenger (en).
Marie Nordstrom s'intéresse au théâtre lorsque, vers l'âge de 12 ans, elle assiste avec sa sœur à une pièce à San Antonio, au Texas. Frances raconte à un journaliste en 1908 : « ... nos jeunes esprits ont été envoûtés, après quoi nous avons toutes deux décidé que lorsque nous serions devenues des femmes, nous serions actrices ». Après leur déménagement à Washington, les deux sœurs assistent à d'autres pièces, ce qui  renforce leur intérêt pour une carrière d'actrice.